# Кнустер, Матс
Матс Кну́стер (нидерл. Mats Knoester; род. 19 ноября 1998, Алфен-ан-ден-Рейн, Южная Голландия) — нидерландский футболист, защитник клуба «Ференцварош».

## Клубная карьера
Кнустер — воспитанник клуба «Фейеноорд». Летом 2019 года Матс перешёл в «Хераклес». 9 февраля года в матче против амстердамского «Аякса» он дебютировал в Эредивизи. 20 декабря 2020 года в поединке против «Херенвена» Матс забил свой первый гол за «Хераклес». Летом 2022 года Кнустер на правах свободного агента подписал контракт с венгерским «Ференцварошом». 31 июля в матче против «Академия Пушкаша» он дебютировал в чемпионате Венгрии. 

## Международная карьера
В 2015 году в составе юношеской сборной Нидерландов Кнустер принял участие в юношеском чемпионате Европы в Болгарии. На турнире он сыграл в матчах против команд Англии и Италии.